# Gustav Casimir Gahrliep von der Mühlen
Gustav Casimir Gahrliep von der Mühlen (* 23. Dezember 1630 auf Schloss Gripsholm in Mariefred, Schweden; † 1717 in Altlandsberg bei Berlin) war ein schwedisch-deutscher Arzt und Entomologe. Er war Leibarzt von Preußens König Friedrich I. und Mitglied der Gelehrtenakademie Leopoldina.

## Leben
Gustav Casimir Gahrliep von der Mühlen war zunächst Stadtphysicus in Danzig, dann außerordentlicher Professor der Brandenburgischen Universität Frankfurt und Arzt der Besatzung in Colberg und Stettin. Er bekleidete danach bei Friedrich I. (Preußen) das Amt des königlich preußischen Leibmedicus und wurde Dekan des Medizinalcollegiums in Berlin. Er war auch Entomologe und befasste sich mit Miniaturmalerei.
Am 15. März 1690 wurde Gustav Casimir Gahrliep von der Mühlen mit dem Beinamen AURELIANUS als Mitglied (Matrikel-Nr. 178) in die Deutsche Akademie der Naturforscher Leopoldina aufgenommen.
Seine Tochter Louisa Dorothea heiratete 1713 den Bauingenieur und Maler Philipp Wilhelm Nuglisch.

## Publikationen
- mit Johann Walther Lesle: Disputatio Ethica De Virtute Heroica, 1650.
- Dissertatio: Viri ex lapsu lente deficientis carus, 1662.
- Brief an Johann Georg Volkamer, 1692.
- Billiger Preiß Eines rechtschaffenen Artztes ... : Trauerschrift auf Martin Willich, Churfürstl. Brandenb. Raht und Leib-Mecicus, +04.01.1697, Cölln an der Spree : Liebpert, 1697.
- mit Johren, Conrad (Präsident): Disputatio Inauguralis Medica De Arthritide Vaga Scorbutica & hujus occasione quædam De Terra Medicinale Freyenwaldensi; Quam ... Sub Præsidio Dn. Conradi Johrenii, Phil. & Med. U. Doct. ... Publico & placido Eruditorum Examini submittit Christoph. Henr. Gahrliep von der Müllen, Berol. March. D. XX. April. Anno MDCCVI. Hochschulschrift: Frankfurt / O., Med. Diss., Francof. Ad Viadrum, Literis Christophori Zeitleri 1706.
- Einfältiger Entwurff, christlicher zur Übung der Gottseeligkeit gewidmeter Gedancken eines Gott und den Herrn Jesu Christo ergebenen Gemüthes, 1710.